# Exochus ratzeburgi
Exochus ratzeburgi är en stekelart som beskrevs av Holmgren 1858. Exochus ratzeburgi ingår i släktet Exochus och familjen brokparasitsteklar. Arten är reproducerande i Sverige. Inga underarter finns listade i Catalogue of Life.